# Підпилип'я (Кам'янець-Подільський район)
Підпили́п'я — село в Кам'янець-Подільському районі Хмельницької області.

## Географія
Розташоване на лівому березі річки Збруч, за 33 км. автодорогами від Кам’янця-Подільського і за 16 км. від залізничної станції Скала-Подільська на лінії Скала-Подільська — Чортків.

### Клімат
Підпилип'я знаходяться в межах вологого континентального клімату із теплим літом. Але діяльність людини досить часто призводить до екоциду, поганих змін та глобального потепління. Рівень наповнення річок водою по області становить лише 20 % від необхідного стандарту, значна частина земної поверхні стає посушливою. Для покращення ситуації варто було б проводити ревайлдинг, відновлювати екосистеми та лісові насадження.

## Історія села

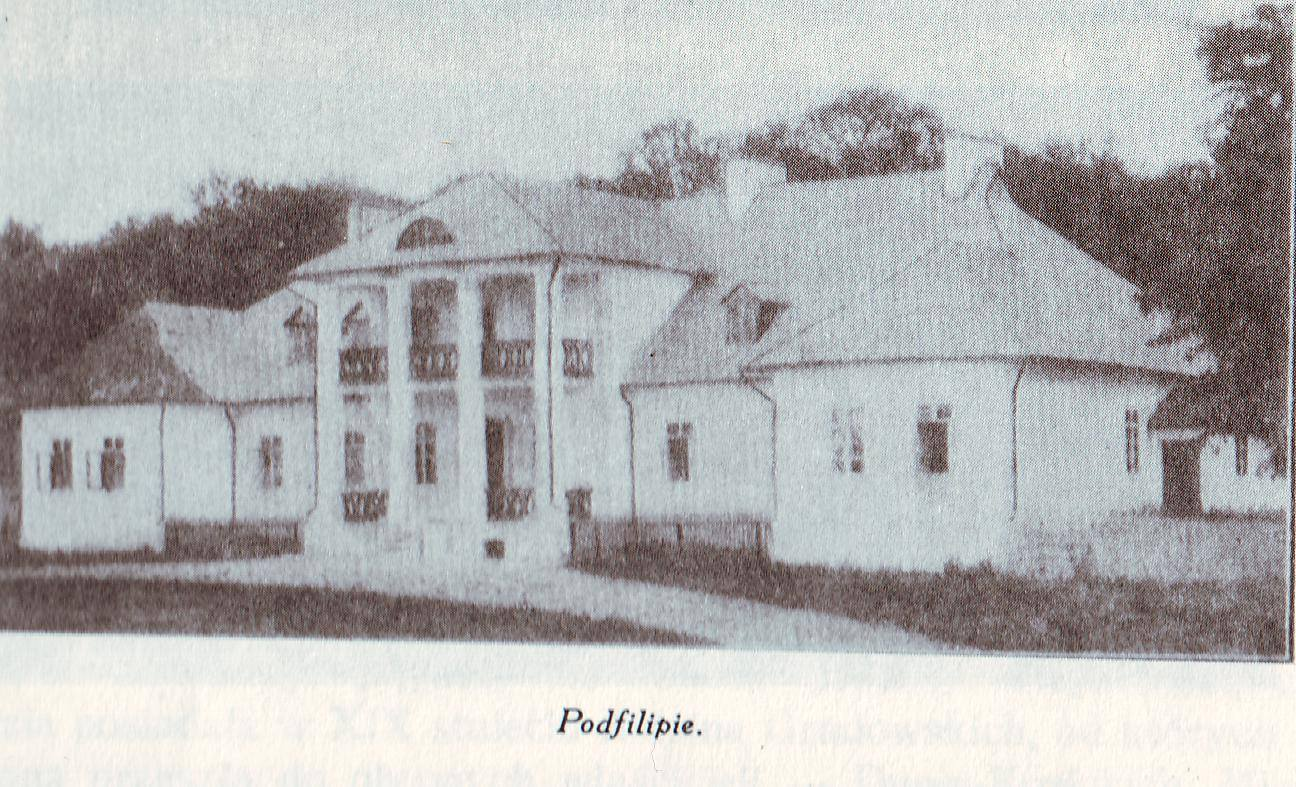
Садибний-будинок XVIII століття Охоцьких-Даревських

Перша згадка в документах — 1493 рік, тоді разом із сусіднім Залуччям (нині Подоляни) мало 19 димів.
У XVI столітті належало роду Подфіліпських. 1510 році Яків Подфіліпський, кам'янецький каштелян, добився в польського короля Сигізмунда I привілею на маґдебурзьке право, внаслідок чого Підпилип'я стало містечком, хоч доволі швидко поселення втратило цей статус із невідомих причин. Село родове гніздо Подфіліпських, польського шляхетського сенаторського роду гербу Цьолек, що походить з Поділля. Прізвище з'явилось в першій половині XV століття з «Підфіліп’я», тобто Підпилип'я. 
Одноповерховий садибний будинок, збудований у другій половині XVIII століття у стилі класицизму. З фасаду — портик із чотирма колонами, розділеними на першому поверсі балконом, з боків — прибудова з виступаючими фасадами. Поруч був розбитий парк, що спускався терасами до Збруча. Будинок існував до 1918 року.
У 1772 році під час трьох поділів Речі Посполитої, село Підпилип'я розділене між Австро-Угорщиної та Російською імперією. У наш час це село з однойменною назвою Підпилип'я розташовується в Тернопільській області.
У 1850 році є згадка про католицьку каплицю селі.
Селяни були звільнені від кріпосного права в 1861 році. На честь цієї події в багатьох селах Поділля на в'їздах встановлювали пам'ятні фігури, такі збереглись в селах: Нігин, Черче. Ця традиція помаленьку відновлюється, встановлюються статуї Божої Матері чи інші фігури.
Внаслідок поразки Визвольних змагань на початку XX століття, село надовго окуповане російсько-більшовицькими загарбниками.
В 1932–1933 селяни села пережили Голодомор, зазнали репресій.
По закінченню Другої світової війни у 1946—1947 роках мешканці села вчергове пережили голод.
Радянський період у Підпилип'ї знаходилась центральна садиба колгоспу, який в свій час обробляв 1 тис. гектарів орної землі. В господарстві переважали зернові культури; тваринництво м’ясо-молочного напряму.
З 24 серпня 1991 року село входить до складу незалежної України.
24 грудня 2019 року шляхом об'єднання сільських рад Кам'янець-Подільського району село увійшло до складу Орининської сільської громади. Об'єднання в громаду створило умови для формування ефективної і відповідальної місцевої влади, яка має забезпечити комфортне середовище для проживання людей.

### П'ятницька церква
У 1826 року розпочато близько 1843 року завершено будівництво П'ятницької вірменсько-уніатської церкви. За планом хрестовидна одним куполом, іконостас чотириярусний, придбаний у 1843 році в Петро-Павлівській церкві міста Кам'янця-Подільського.

## Пам'ятки
Селі Підпилип'я є цікава автобусна зупинка, прикрашена в 1989 році народним умільцем з села Шутнівці Олександром Сарахманом.

## Населення
Населення — 460 осіб за даними перепису 2001 року.

### Мова
У селі поширена південноподільська говірка, що відноситься до подільського говору, який належить до південно-західного наріччя.
Майже все населення вказало своєю рідною мовою українську мову за даними перепису 2001 року.

## Відомі люди

### Народилися
- Нізієнко Олександр Федорович (1894—1965) — підполковник Армії УНР.[4]

### Проживали, працювали
- Олександр Завальнюк (нар. 1951) — ректор Кам'янець-Подільського державного університету (народився у місті Сміла, дитинство провів у Підпилип'ї, де його батько працював директором школи);
- Сергій Пантюк — український поет, наприкінці 1980-х років працював учителем української мови й літератури.

### Навчалися
- Леонід Скринчук (1938—2009) — Герой Соціалістичної Праці — (народився і проживав у селі Подоляни Підпилип'янської сільської ради) — навчався у Підпилип'янській школі;
- Володимир Микитюк (нар. 1944) — доктор біологічних наук, професор Бєлгородської сільськогосподарської академії РФ (народився і проживав у селі Подоляни Підпилип'янської сільської ради) — навчався у Підпилип'янській школі.
- Леонід Якимець — доктор медичних наук, кардіохірург, працював у Дніпропетровському медичному інституті, в науково-дослідному інституті ім. Амосова м. Київ, (народився і проживав у селі Подоляни Підпилип'янської сільської ради) — навчався у Підпилип'янській школі.
- Віктор Якимець — лікар-педіатр 1-ї категорії, (народився і проживав у селі Подоляни Підпилип'янської сільської ради) — навчався у Підпилип'янській школі.
- Надія Слюсар (Куриленко) — кандидат ветеринарних наук, доцент фармакології і токсикології Подільського державного аграрно-технічного університету, (народилась і проживала у селі Подоляни Підпилип'янської сільської ради) — навчалась у Підпилип'янській школі.

## Охорона природи
Село лежить у межах національного природного парку «Подільські Товтри».

## Галерея

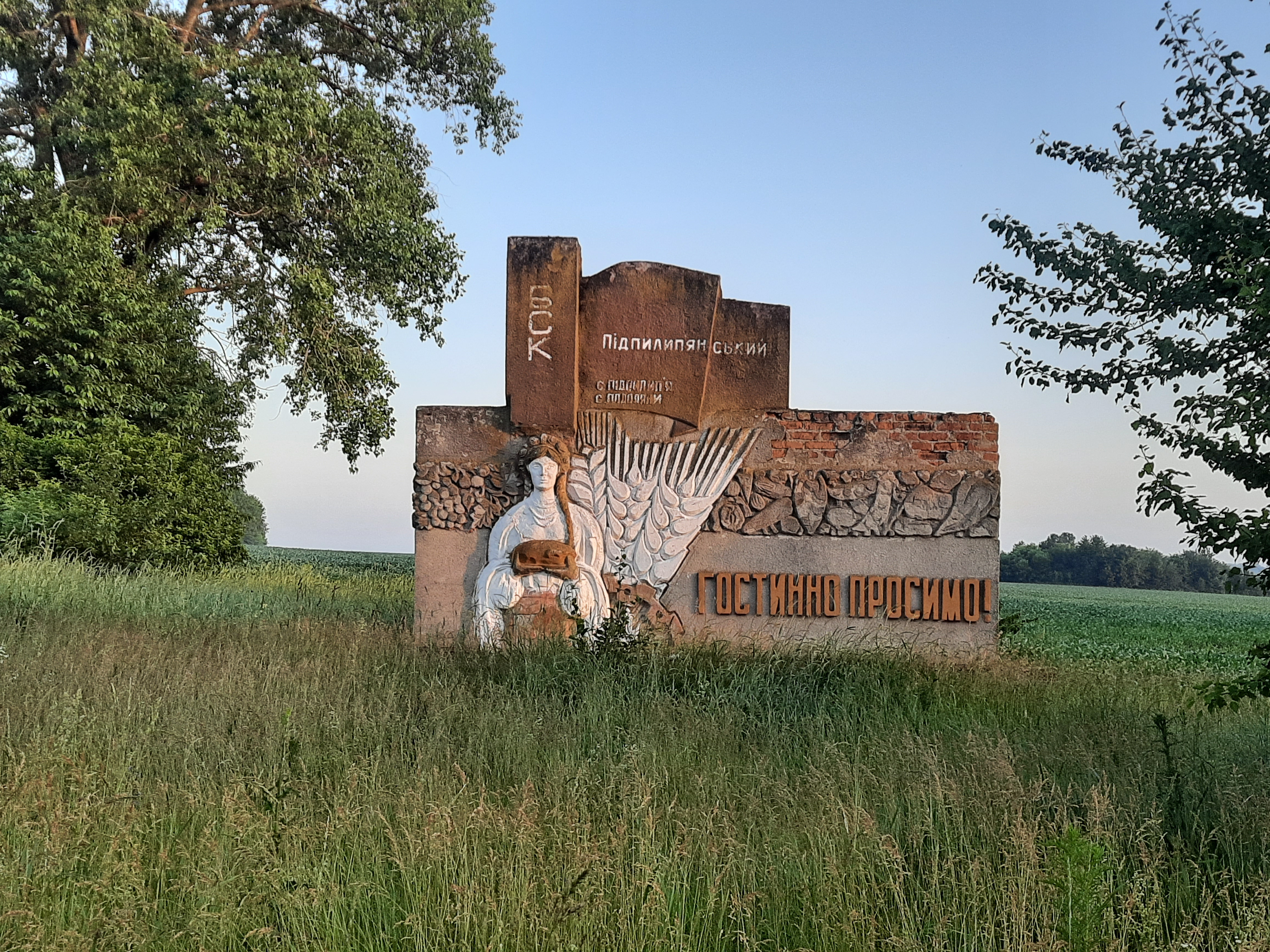
Стела при в'їзді в село.
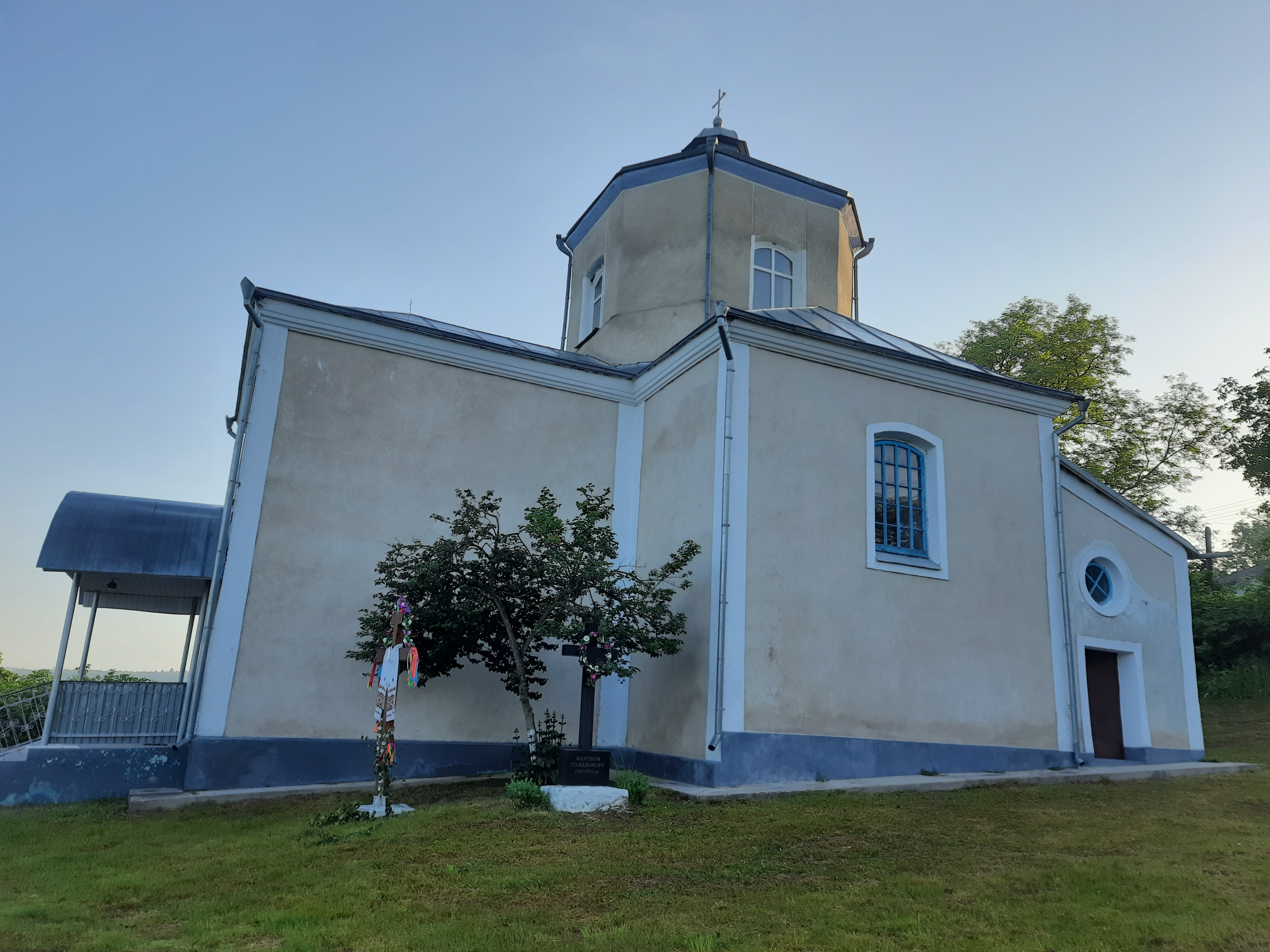
Михайлівська церква
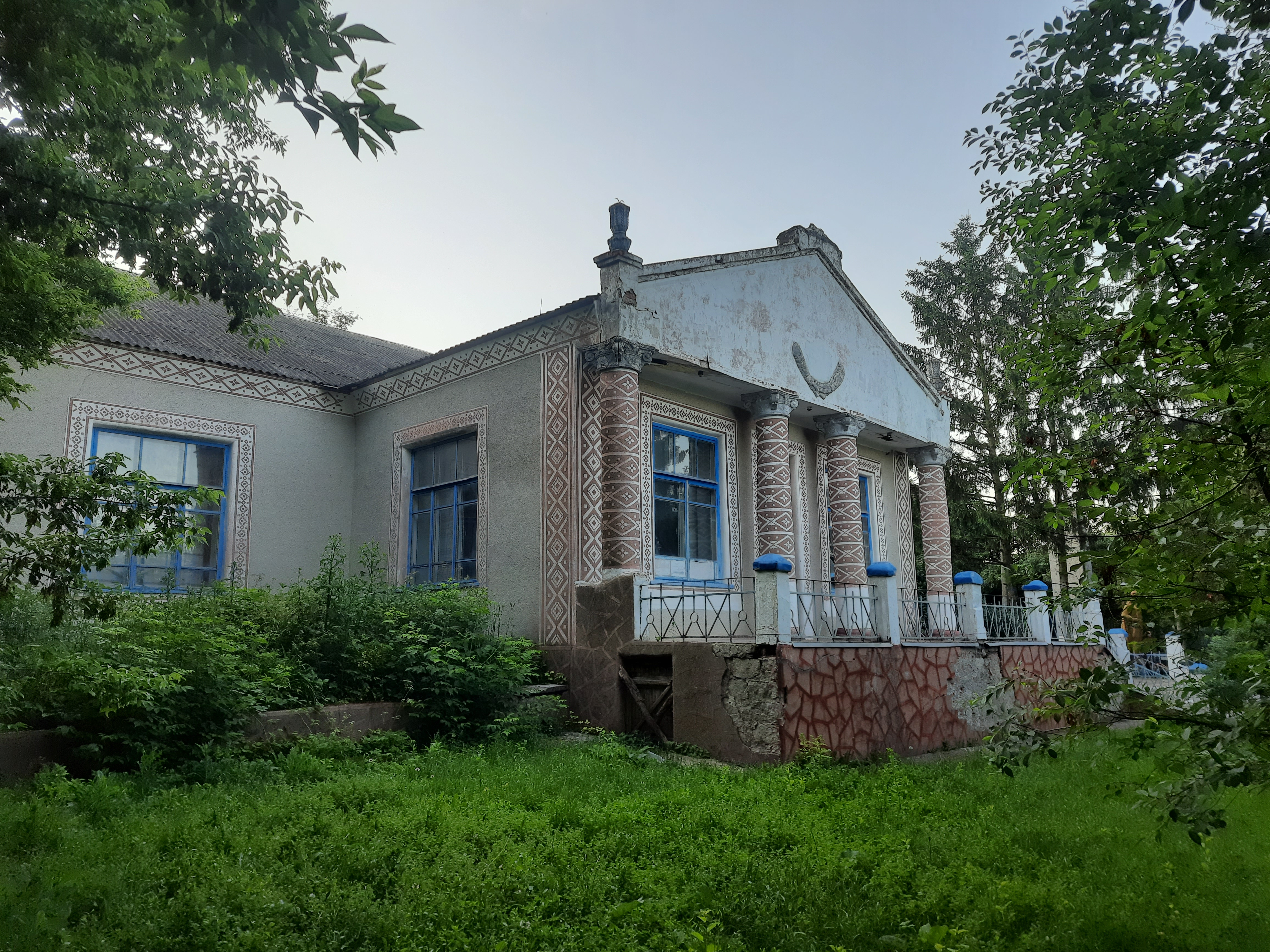
Будинок культури
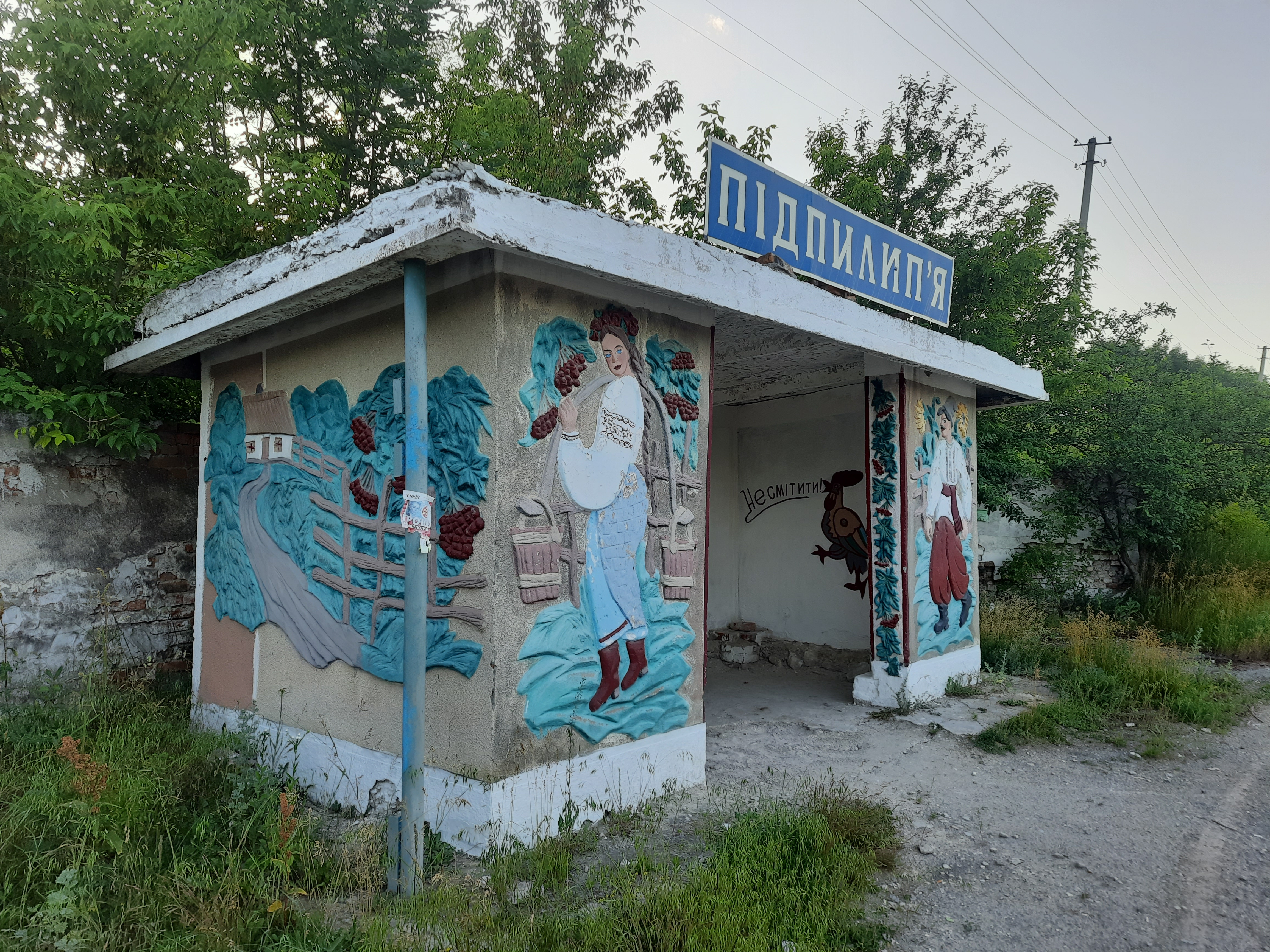
Автобусна зупинка
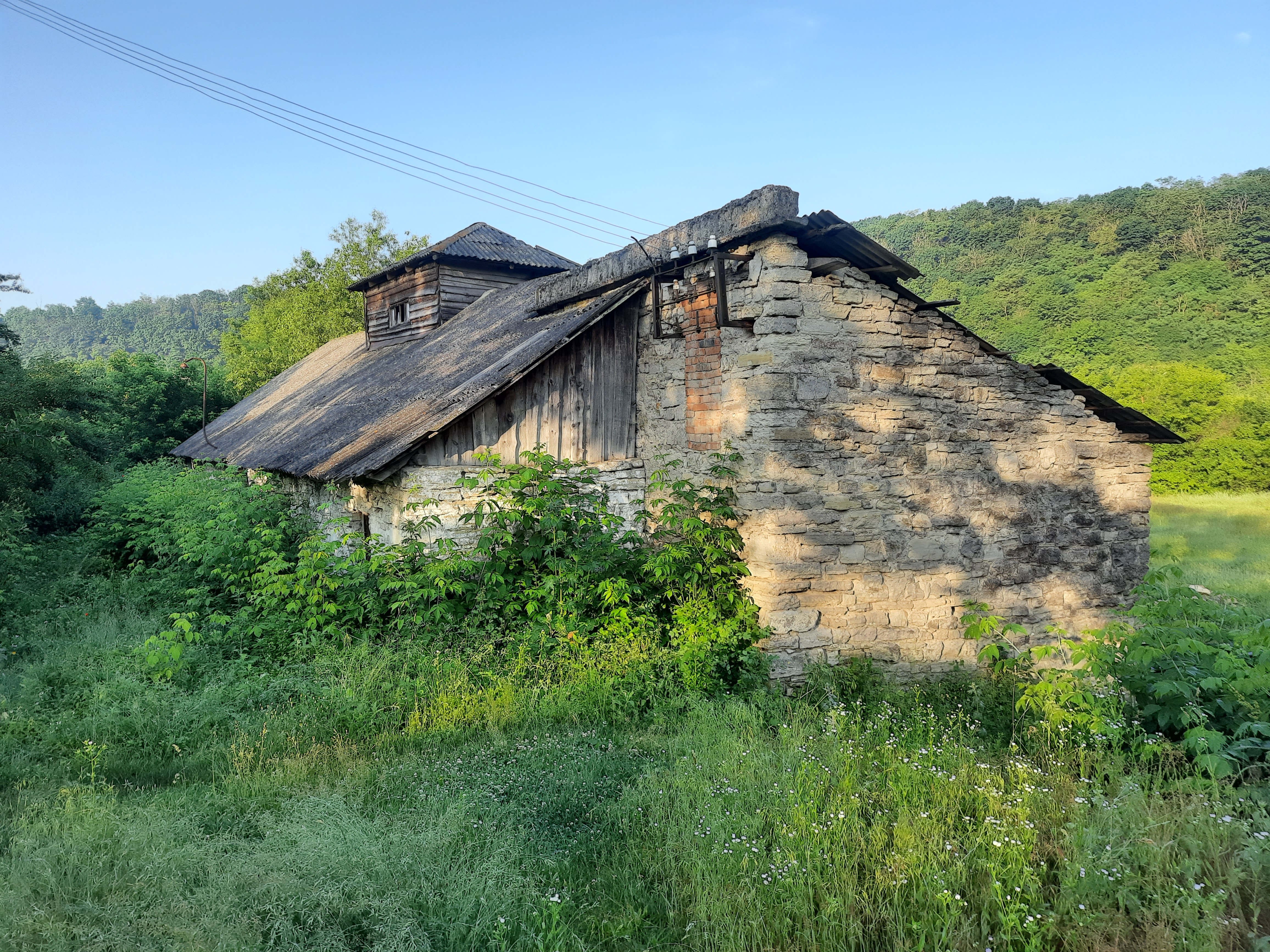
Старий млин на річці Збруч